# 纳尔默达·阿卡
纳尔默达（Narmada；？—2012年12月4日）是印度共产党（毛主义）的中央委员、“最资深的”女干部之一。据报道，她曾负责制定“毛派对女干部的所有政策”。

## 生平
纳尔默达能够流利地用包括英语在内的七种语言进行交流。她的父亲也是共产主义的支持者，和父亲谈话后，她从大学退学，18岁就加入了毛派，在丛林中度过了30多年。她是印共（毛）南加德奇罗利分部的分区书记，是第二位被选为党的中央委员的女性，第一位是阿努拉达·甘迪。她还担任丹达卡冉亚地区革命阿迪瓦西妇女组织的主管。马哈拉施特拉邦有53起以她名义登记的警察案件。
《印度斯坦时报》称：“在接管了加德奇罗利单位之后，她建立了五个不同的排——一支侵略性的军队——配备了现代武器、弹药和最新的通信网络来对抗国家机器。”
2012年12月4日，在与切蒂斯格尔邦Abujmarh接壤的加德奇罗利附近，纳尔默达在毛派与国家警察部队之间长达一小时的激烈交火中被枪杀。毛派脱离了现场，她的尸体被埋葬在切蒂斯格尔邦坎克爾縣的Malwada部落民村庄。
《印度教徒报》报道，她去世时57岁，《印度斯坦时报》报道为46岁。拉胡尔·潘迪塔写道，当他和瓦内萨采访她时，纳尔默达的年龄是48岁。

## 家庭
她与B·苏达卡结婚。